# Liste der Mätressen der Könige und Kaiser von Frankreich
Seit dem Ende des Mittelalters war es nicht selten, dass die Könige von Frankreich, die gezwungen waren, politisch motivierte Ehen einzugehen, eine oder mehrere Mätressen unterhielten. Ludwig XIV. ging sogar so weit, eine von ihnen, Madame de Maintenon, heimlich zu heiraten. Die Frauen an der Seite des Monarchen trugen nicht immer den Titel einer „königlichen Mätresse“.

## Liste der Mätressen
| Name                                                                   | Lebensdaten       | Regent von Frankreich                                   | Nachwuchs/Anmerkungen                                                  | Abbildung |
| ---------------------------------------------------------------------- | ----------------- | ------------------------------------------------------- | ---------------------------------------------------------------------- | --------- |
| Biette Cassinel                                                        | 1340–1380         | Karl V., genannt der Weise                              | einen Sohn                                                             |           |
| Odette de Champdivers                                                  | 1385–1424         | Karl VI., genannt der Vielgeliebte oder der Wahnsinnige | eine Tochter                                                           |           |
| Agnès Sorel                                                            | 1422–1450         | Karl VII., genannt der Siegreiche                       | vier Töchter                                                           |           |
| Antoinette de Maignelais, Madame de Villequier                         | 1434–1474         | Karl VII., genannt der Siegreiche                       | zwei Söhne und eine Tochter                                            |           |
| Phélise Regnard                                                        | † 1474            | Ludwig XI., genannt der Kluge                           | zwei Töchter                                                           |           |
| Marguerite de Sassenage, Madame de Beaumont                            | 1450–1471         | Ludwig XI., genannt der Kluge                           | zwei Töchter                                                           |           |
| Françoise de Foix, Comtesse de Laval-Châteaubriant                     | 1490/95–1537      | Franz I., genannt der Ritterkönig                       | eine Tochter                                                           |           |
| Anne de Pisseleu d’Heilly, 1536 Duchesse d’Étampes                     | um 1508–nach 1552 | Franz I., genannt der Ritterkönig                       | keine Angaben                                                          |           |
| Madame Féron, genannt La Belle Ferronière                              | 1500–1530         | Franz I., genannt der Ritterkönig                       | keine Angaben                                                          |           |
| Claude de Rohan-Gié (La Comtesse de Thoury)                            | 1519-nach 1579    | Franz I., genannt der Ritterkönig                       | keine Angaben                                                          |           |
| Lady Jane Stewart, genannt La Belle Ecossaise                          | 1520–1563         | Heinrich II.                                            | einen Sohn                                                             |           |
| Filippa Duci                                                           | 1520–1586         | Heinrich II.                                            | eine Tochter                                                           |           |
| Nicole de Savigny, Baronin von Saint-Remy                              | 1535–1590         | Heinrich II.                                            | einen Sohn                                                             |           |
| Diana von Poitiers, Comtesse von Saint-Vallier                         | 1499–1566         | Heinrich II.                                            | keine Angaben                                                          |           |
| Marie Touchet                                                          | 1549–1638         | Karl IX.                                                | einen Sohn                                                             |           |
| Louise de La Béraudière du Rouhet                                      | 1530–1586         | Heinrich III.                                           | keine Angaben                                                          |           |
| Renée de Rieux, demoiselle de Châteauneuf                              | 1541–1582         | Heinrich III.                                           | keine Angaben                                                          |           |
| Veronica Franco                                                        | 1546–1591         | Heinrich III.                                           | keine Angaben                                                          |           |
| Fleurette de Nérac                                                     | † 1592            | Heinrich IV.                                            | keine Angaben                                                          |           |
| Charlotte de Beaune-Semblançay, comtesse de Sauve                      | 1551–1617         | Heinrich IV.                                            | keine Angaben                                                          |           |
| Jeanne du Monceau de Tignonville                                       | 1555–1596         | Heinrich IV.                                            | keine Angaben                                                          |           |
| Victoire de Ayala                                                      |                   | Heinrich IV.                                            | keine Angaben                                                          |           |
| Aimée Le Grand                                                         |                   | Heinrich IV.                                            | keine Angaben                                                          |           |
| Catherine de Luc                                                       |                   | Heinrich IV.                                            | Sie trat in den Hungerstreik, als Heinrich IV. sie verließ, und starb. |           |
| Anne de Cambefort                                                      |                   | Heinrich IV.                                            | Sie stürzte sich aus einem Fenster, als Heinrich IV. sie verließ.      |           |
| Françoise de Montmorency-Fosseux                                       | 1564–?            | Heinrich IV.                                            | keine Angaben                                                          |           |
| Diane d’Andouins                                                       | 1554–1620         | Heinrich IV.                                            | keine Angaben                                                          |           |
| Esther Imbert                                                          | 1570–nach 1593    | Heinrich IV.                                            | einen Sohn                                                             |           |
| Antoinette de Pons                                                     | 1570–1632         | Heinrich IV.                                            | keine Angaben                                                          |           |
| Claude de Beauvilliers, Äbtissin von Montmartre                        | 1573–1626         | Heinrich IV.                                            | Cousine von Gabrielle d’Estrées                                        |           |
| Catherine de Verdun, Oberin der Abtei Longchamp                        |                   | Heinrich IV.                                            | keine Angaben                                                          |           |
| Gabrielle d’Estrées                                                    | 1570–1599         | Heinrich IV.                                            | zwei Söhne und eine Tochter                                            |           |
| Isabelle Potier                                                        |                   | Heinrich IV.                                            | keine Angaben                                                          |           |
| Catherine Henriette de Balzac d’Entragues                              | 1579–1633         | Heinrich IV.                                            | mehrere Kinder                                                         |           |
| Marie-Françoise de La Bourdaisière                                     |                   | Heinrich IV.                                            | keine Angaben                                                          |           |
| Jacqueline de Bueil                                                    | 1588–1651         | Heinrich IV.                                            | einen Sohn                                                             |           |
| Charlotte des Essarts                                                  | 1580–1651         | Heinrich IV.                                            | zwei Töchter                                                           |           |
| Charlotte-Marguerite de Montmorency                                    | 1594–1650         | Heinrich IV.                                            | keine Angaben                                                          |           |
| Catherine Bellier                                                      | 1614–1689         | Ludwig XIV.                                             | keine Angaben                                                          |           |
| Olympia Mancini                                                        | 1639–1708         | Ludwig XIV.                                             | keine Angaben                                                          |           |
| Maria Mancini                                                          | 1639–1715         | Ludwig XIV.                                             | keine Angaben                                                          |           |
| Anne de Rohan-Chabot                                                   | 1648–1709         | Ludwig XIV.                                             | einen Sohn                                                             |           |
| Catherine-Charlotte de Gramont                                         | 1639–1678         | Ludwig XIV.                                             | keine Angaben                                                          |           |
| Henrietta Anne Stuart                                                  | 1644–1670         | Ludwig XIV.                                             | keine Angaben                                                          |           |
| Louise de La Vallière                                                  | 1644–1710         | Ludwig XIV.                                             | drei Söhne und eine Tochter                                            |           |
| Françoise-Athénaïs de Rochechouart de Mortemart, marquise de Montespan | 1640–1707         | Ludwig XIV.                                             | drei Söhne und drei Töchter                                            |           |
| Marie-Elisabeth de Ludres                                              | 1647–1726         | Ludwig XIV.                                             | keine Angaben                                                          |           |
| Lydie de Rochefort-Théobon                                             | 1638–1708         | Ludwig XIV.                                             | keine Nachkommen                                                       |           |
| Claude de Vin des Œillets                                              | 1637–1687         | Ludwig XIV.                                             | eine Tochter                                                           |           |
| Françoise d’Aubigné, marquise de Maintenon                             | 1635–1719         | Ludwig XIV.                                             | keine Angaben                                                          |           |
| Marie Angélique de Scoraille de Roussille                              | 1661–1681         | Ludwig XIV.                                             | totgeborener Sohn                                                      |           |
| Pauline de Piertois                                                    | 1641–1713         | Ludwig XIV.                                             | keine Angaben                                                          |           |
| Louise Julie de Mailly-Nesle                                           | 1710–1751         | Ludwig XV.                                              | keine Angaben                                                          |           |
| Pauline Félicité de Mailly-Nesle                                       | 1712–1741         | Ludwig XV.                                              | einen Sohn                                                             |           |
| Diane-Adélaïde de Mailly-Nesle                                         | 1713–1760         | Ludwig XV.                                              | keine Angaben                                                          |           |
| Marie-Anne de Mailly-Nesle                                             | 1717–1744         | Ludwig XV.                                              | keine Angaben                                                          |           |
| Jeanne-Antoinette Poisson, marquise de Pompadour                       | 1721–1764         | Ludwig XV.                                              | keine Angaben                                                          |           |
| Marie-Jeanne Bécu, comtesse du Barry „Madame Dubarry“                  | 1743–1793         | Ludwig XV.                                              | keine Angaben                                                          |           |
| Marie-Louise O’Murphy                                                  | 1737–1814         | Ludwig XV.                                              | eine Tochter                                                           |           |
| Françoise de Châlus                                                    | 1734–1821         | Ludwig XV.                                              | zwei Söhne                                                             |           |
| Marie-Anne de Mailly-Rubempré                                          | 1732–1817         | Ludwig XV.                                              |                                                                        |           |
| Marguerite-Catherine Haynault                                          | 1736–1823         | Ludwig XV.                                              | zwei Töchter                                                           |           |
| Lucie-Madeleine d’Estaing                                              | 1743–1826         | Ludwig XV.                                              | zwei Töchter                                                           |           |
| Anne Couppier de Romans                                                | 1737–1808         | Ludwig XV.                                              | einen Sohn                                                             |           |
| Louise-Jeanne Tiercelin de La Colleterie                               | 1746–1779         | Ludwig XV.                                              | einen Sohn                                                             |           |
| Irène du Buisson de Longpré                                            | † 1767            | Ludwig XV.                                              | eine Tochter                                                           |           |
| Catherine Éléonore Bénard                                              | 1740–1769         | Ludwig XV.                                              | eine Tochter                                                           |           |
| Marie Thérèse Françoise Boisselet                                      | 1731–1800         | Ludwig XV.                                              | einen Sohn                                                             |           |
| Éléonore Denuelle                                                      | 1787–1868         | Napoleon Bonaparte                                      | einen Sohn                                                             |           |
| Maria Walewska                                                         | 1786–1817         | Napoleon Bonaparte                                      | einen Sohn                                                             |           |
| Zoé Talon                                                              | 1785–1852         | Ludwig XVIII.                                           | keine Angaben                                                          |           |
| Harriet Howard                                                         | 1823–1865         | Napoleon III.                                           | keine Nachkommen                                                       |           |
| Virginia Oldoini                                                       | 1837–1899         | Napoleon III.                                           | keine Nachkommen                                                       |           |
| Marie-Anne Walewska                                                    | 1823–1912         | Napoleon III.                                           | keine Nachkommen                                                       |           |
| Marguerite Belanger                                                    | 1838–1886         | Napoleon III.                                           | einen Sohn                                                             |           |